# آن كيلي
آن كيلي (بالإنجليزية: Ann Kelley)‏ هي كاتبة للأطفال وكاتِبة ومصورة وشاعرة بريطانية، ولدت في 17 ديسمبر 1941.

## وصلات خارجية
- الموقع الرسمي